# Talorchestia affinis
Talorchestia affinis is een vlokreeftensoort uit de familie van de Talitridae. De wetenschappelijke naam van de soort is voor het eerst geldig gepubliceerd in 1936 door Maccagno.